# Congress (Arizona)
Congress is een plaats (census-designated place) in de Amerikaanse staat Arizona, en valt bestuurlijk gezien onder Yavapai County.

## Demografie
Bij de volkstelling in 2000 werd het aantal inwoners vastgesteld op 1717.

## Geografie
Volgens het United States Census Bureau beslaat de plaats een oppervlakte van
97,6 km², waarvan 97,5 km² land en 0,1 km² water. Congress ligt op ongeveer 1474 m boven zeeniveau.

## Plaatsen in de nabije omgeving
De onderstaande figuur toont nabijgelegen plaatsen in een straal van 64 km rond Congress.